# Let’s Talk About Sex (Lied)
Let’s Talk About Sex ist ein Lied von Salt ’n’ Pepa aus dem Jahr 1991, das von Hurby Azor geschrieben wurde. Es erschien auf dem Album Black’s Magic.

## Geschichte
Let’s Talk About Sex handelt von Safer Sex, sowie den positiven und negativen Aspekten von Sex und richtet sich gegen die Zensur des Themas in den amerikanischen Medien zu der Zeit. 1999 erschien das Lied auf der Kompilation The Best of Salt ’n’ Pepa. Let’s Talk About Sex enthält Samples aus den Liedern I’ll Take You There von den Staple Singers aus dem Jahr 1972 und Let’s Talk von One Way feat. Al Hudson aus dem Jahr 1985. Zudem existiert auch eine veränderte Version des Songs unter dem Titel Let’s Talk About Aids, die zu Werbezwecken im Radio abgespielt wurde, um auf die Gefahren und Ausbreitung von AIDS und HIV aufmerksam machen sollte.
Die Veröffentlichung war am 6. August 1991, in den Ländern Deutschland, Österreich, Schweiz, Niederlanden, Belgien und Australien war der Hip-Hop-Track ein Nummer-eins-Hit.

## Musikvideo
Die Regisseurin des Musikvideos war Millicent Shelton. Es beginnt in Schwarzweißfotografie damit, dass ein Mädchen ein Radio einschaltet und den Song hört. Dann küsst sie ihren Freund, auch andere Paare, die sich umarmen und die Mitglieder von Salt ’n’ Pepa sind dann auch zu sehen. Als die Girlgroup tanzt, nimmt das Video auch Farbe an. In einer anderen Videofassung tritt auch ein Skelett mit dem Wort AIDS auf, zu dem ein „Zensiert“-Stempel seinen Mund verdeckt.

## Kommerzieller Erfolg

### Chartplatzierungen
| ChartsChartplatzierungen       | Höchstplatzierung | Wochen |
| ------------------------------ | ----------------- | ------ |
| Deutschland (GfK)              | 1 (28 Wo.)        | 28     |
| Österreich (Ö3)                | 1 (17 Wo.)        | 17     |
| Schweiz (IFPI)                 | 1 (26 Wo.)        | 26     |
| Vereinigte Staaten (Billboard) | 13 (19 Wo.)       | 19     |
| Vereinigtes Königreich (OCC)   | 2 (13 Wo.)        | 13     |

| ChartsJahrescharts (1991)    | Platzierung |
| ---------------------------- | ----------- |
| Deutschland (GfK)            | 50          |
| Vereinigtes Königreich (OCC) | 14          |

| ChartsJahrescharts (1992) | Platzierung |
| ------------------------- | ----------- |
| Deutschland (GfK)         | 14          |
| Österreich (Ö3)           | 18          |
| Schweiz (IFPI)            | 19          |

### Auszeichnungen für Musikverkäufe
| Land/Region                  | Auszeichnungen für Musikverkäufe (Land/Region, Auszeichnung, Verkäufe) | Verkäufe |
| ---------------------------- | ---------------------------------------------------------------------- | -------- |
| Australien (ARIA)            | Platin                                                                 | 70.000   |
| Neuseeland (RMNZ)            | Platin                                                                 | 10.000   |
| Niederlande (NVPI)           | Gold                                                                   | 75.000   |
| Österreich (IFPI)            | Gold                                                                   | 25.000   |
| Vereinigte Staaten (RIAA)    | Gold                                                                   | 500.000  |
| Vereinigtes Königreich (BPI) | Silber                                                                 | 200.000  |
| Insgesamt                    | 1× Silber · 3× Gold · 2× Platin ·                                      | 880.000  |

## Coverversionen
- 1992: Werner Wichtig
- 2002: Palast Orchester feat. Max Raabe
- 2016: Cheat Codes x Kris Kross Amsterdam (Sex)